# Mailandbach
Der Mailandbach ist ein Waldbach im Nordwesteck der Ellwanger Berge, erst im Gemeindegebiet von Frankenhardt, dann in dem von Obersontheim, die beide zum baden-württembergischen Landkreis Schwäbisch Hall gehören. Nach 12⁄3 km langem Lauf in westnordwestlicher Richtung mündet er gegenüber dem Ebersberg von links in den mittleren Nesselbach.

## Geographie

### Verlauf
Der Mailandbach entsteht im Weichbild des Weilers Hinteruhlberg von Frankenhardt am Rand der Hochfläche der Ellwanger Berge auf etwa 507 m ü. NHN. Nahe an der Filialkirche zur Unbefleckten Empfängnis beginnt auf der sich noch sanft talwärts neigenden Hochfläche eine von Bäumen gesäumte Geländekerbe, die dann rasch in eine der  landschaftstypischen, steil eingeschnittenen und einfallenden Waldklingen übergeht. In sie wird über ein Rohr Wasser eingeleitet, ihre bis zu 20 Meter hohen, meist blanken und mergeligen Hänge neigen zum Abrutschen. Der Bach auf dem Grund ist ein bis zwei Meter breit, sein Sediment sandig bis steinig.
Etwas flacher, schmäler und geschlungen läuft der Bach nach seiner steilsten Partie weiter westnordwestwärts, erreicht dabei nach etwa 450 Metern die Gemeindegrenze zu Obersontheim, auf der er noch einmal so lange verbleibt. Zuletzt quert er auf diesem Abschnitt eine Schlinge des Waldsträßchen von den Vetterhöfen in Richtung Markertshofen, hinter deren Damm er zu einem Kleinteich angestaut ist.
Inzwischen erstreckt sich zwischen dem Bach und dem rechtsseits begleitenden Sträßchen eine weniger als 50 Meter breite Wiesenschneise unter dem rechten Schmiedberg, die deutlich zum nahe am Rand des linken Waldhangs Dörnich fließenden Bach abfällt. Er fließt bis etwa einen Meter breit in kleinen Mäandern unter linkseits steilerem Hang, begleitet von meist Erlen am Ufer. Zweihundert Meter weiter überquert ihn ein Waldweg aus dem Dörnich. Bald danach laufen die begleitenden Bergsporne aus, auf etwa 400 m ü. NHN lässt er den Wald hinter sich und durchquert nun schnurgerade und ohne Gehölz oder Baum am Lauf die breite Talebene linksseits des Nesselbachs. Nach diesem letzten, etwa 250 Meter langen Wiesengrabenlauf fließt der Mailandbach auf etwa 392 m ü. NHN von links in den mittleren Nesselbach ein.
Der Mailandbach mündet nach 1,7 km langem Lauf mit mittlerem Sohlgefälle von etwa  68 ‰ etwa 1,0 km südsüdwestlich des Frankenhardter Weilers Markertshofen und rund 115 Höhenmeter unterhalb seines Ursprungs nahe der Hinteruhlberger Kirche. Er hat keine wesentlichen Zuflüsse.

### Einzugsgebiet
Das Einzugsgebiet des Mailandbachs ist 0,8 km² groß und gehört naturräumlich zu den Ellwanger Bergen, einem Unterraum der Schwäbisch-Fränkischen Waldberge, der dort an den Unterraum Vellberger Bucht des Nachbarnaturraums Hohenloher und Haller Ebene angrenzt, in den der abfließende Nesselbachs eintritt.
Sein höchster Punkt an seiner Ostspitze auf der Hochebene etwas jenseits von Hinteruhlberg erreicht etwa 514 m ü. NHN. Auf dieser gibt es etwas Äcker und Wiesen, ebenso im Mündungskeil am Nesselbach, dazu einen schmalen Srreifen Ackers auf dem rechten Talsporn Schmiedsberg, der größte Teil des Einzugsgebietes ist jedoch bewaldet.
Der einzige Siedlungsplatz darin ist die südliche Hälfte des Weilers Hinteruhlberg, der wie die etwas größere obere Hälfte des Einzugsgebietes in der Teilgemarkung Gründelhardt der Gemeinde Frankenhardt liegt. Die kleinere untere Hälfte in der zentralen Teilgemarkung der Gemeinde Obersontheim ist dagegen völlig siedlungsfrei.
Im Norden grenzt das Einzugsgebiet des vorigen Nesselbach-Zuflusses Schenkenbach an, im Südosten das des Kaltenbachs, der bei Betzenhof in die Blinde Rot mündet, einen Zufluss des oberen Kochers. Im Süden und Südwesten läuft der Himmelreichbach nunmehr unterhalb zum Nesselbach, dessen Abfluss über die Bühler den mittleren Kocher erreicht.

## Geologie
Die Hochfläche bei Hinteruhlberg wird vom Kieselsandstein (Hassberge-Formation)  gebildet, an dessen Stufenkante zu den darunterliegenden Unteren Bunten Mergeln (Steigerwald-Formation) der Bach entsteht, der sich dann recht schnell in diesen, den Schilfsandstein (Stuttgart-Formation) und zuletzt den Gipskeuper (Grabfeld-Formation) einschneidet, in dessen Schichthöhe er lange verbleibt und auch mündet. In den Gipskeuper hat der Bach schon weit oben beginnend ein quartäres Schwemmlandband eingelagert, wenig später liegen linksseits auf dem unteren Dörnich pleistozäne Terrassensedimente. Der Mailandbach mündet im holozänen Auenlehmband um den Nesselbach.

### LUBW
Amtliche Online-Gewässerkarte mit passendem Ausschnitt und den hier benutzten Layern: Lauf und Einzugsgebiet des Mailandbachs

Allgemeiner Einstieg ohne Voreinstellungen und Layer: Daten- und Kartendienst der Landesanstalt für Umwelt Baden-Württemberg (LUBW) (Hinweise)
1. 1 2 3  Höhe nach dem Höhenlinienbild auf dem Hintergrundlayer Topographische Karte.
2. ↑  Länge nach dem Layer Gewässernetz (AWGN).
3. ↑  Einzugsgebiet nach dem Layer Basiseinzugsgebiet (AWGN).
4. ↑  Natur teilweise nach dem Layer Geschützte Biotope.

### Andere Belege
1. ↑  Wolf-Dieter Sick: Geographische Landesaufnahme: Die naturräumlichen Einheiten auf Blatt 162 Rothenburg o. d. Tauber. Bundesanstalt für Landeskunde, Bad Godesberg 1962. → Online-Karte (PDF; 4,7 MB)
2. ↑  Geologie nach den Layern zu Geologische Karte 1:50.000 auf: Mapserver des Landesamtes für Geologie, Rohstoffe und Bergbau (LGRB) (Hinweise)